# Пояна-Ілвей
Пояна-Ілвей (рум. Poiana Ilvei) — комуна у повіті Бистриця-Несеуд в Румунії. До складу комуни входить єдине село Пояна-Ілвей.
Комуна розташована на відстані 341 км на північ від Бухареста, 30 км на північний схід від Бистриці, 107 км на північний схід від Клуж-Напоки.

## Населення
У 2009 році у комуні проживали 1635 осіб.

## Зовнішні посилання
- Дані про комуну Пояна-Ілвей на сайті Ghidul Primăriilor